# Alfredus
Genre
Alfredus est un genre de la famille des Edwardsiidae.

## Liste des espèces
Selon World Register of Marine Species (12 janvier 2023) :
- Alfredus lucifugus (Fischer, 1888)

## Systématique
Le nom valide complet (avec auteur) de ce taxon est Alfredus Schmidt, 1979.

## Publication originale
- (de) H. Schmidt, 1979, « Beiträge zur Differentialdiagnose, Morphologie und Evolution der Edwardsiidae (Actiniaria, Anthozoa) I. Die Gattung Alfredus nov. gen. mit der Typusart A. lucifugus (Fischer, 1888) », Zeitschrift für Zoologische Systematik und Evolutionsforschung, vol. 17, n. 3, p. 211-220